# Мовлави, Абдулсамед Мамед оглы
Абдулсамед Мовлави Мамед оглы (азерб. Əbdülsəməd Mirzə Məhəmməd oğlu Mövləvi-Rzalı; 20 февраль 1900, Тебриз – 3 февраль 1962, Нахичевань) — азербайджанский актер театра, режиссер. Народный артист Азербайджанской ССР (1960 год).

## Биография
Абдулсамед Рзалы родился 20 февраля 1900 года в бедной семье в городе Тебриз. Его отец, Мирза Маммед Мовлеви, работал в ковровой мастерской в Тебризе. Самед Мовлеви потерял отца в восьмилетнем возрасте и жил под опекой старшего брата Ахмеда. Он получил начальное образование в молла-школе и закончил ее в 1916 году. В 1921 году из-за политических событий, происходивших в Южном Азербайджане, ему пришлось переехать в Нахичевань.
С 1921 года до конца своей жизни он работал в Нахичеванском драматическом театре (затем Нахичеванском государственном музыкально-драматическом театре), поставил оперы «Лейли и Меджнун», «Асли и Керем», «Шах Аббас и Хуршид Бану» Узеира Гаджибекова. В 1924–1926 годах он работал в театрах Азербайджана, в Эривани и Тифлисе, поставил спектакли "Лейли и Меджнун" и "Аршин мал алан" в Эривани. Он был приглашен для организации азербайджанского театра в городе Эривань. С 1924 по сентябрь 1925 года он поставил в азербайджанском театре Эривани пьесы «Иблис» и «Шейх Санан» Гусейна Джавида, "Айдын" Дж. Джаббарлы, "Надыр Шах" Н. Нариманова, "Лейли и Меджнун", "Муж и жена" и "Аршин мал алан" Узеира Гаджибекова. Творчество Самеда Мовлеви в Тифлисе также заслуживает внимания. Позднее Самед Мовлеви вернулся в Нахичевань, где начал работать как режиссер в Государственном драматическом театре.
Самед Мовлеви скончался 3 февраля 1962 года в Нахичевани.

## Звания и награды
- Медаль "За отвагу"
- Медаль "За оборону Кавказа"
- Почетное звание "Заслуженный артист Азербайджанской ССР"  —  17 июня 1943[2].
- Почетное звание "Народный артист Азербайджанской ССР" — 24 мая 1960[3].